# Mauritania ai Giochi della XXXIII Olimpiade
La Mauritania ha partecipato ai Giochi della XXXIII Olimpiade, svoltisi a Parigi dal 26 luglio all'11 agosto 2024, con una delegazione di due atleti, un uomo e una donna, in due discipline.
Il portabandiera alla cerimonia di apertura è stato Camil Doua.

## Delegazione
| Sport            | Uomini | Donne | Totale |
| ---------------- | ------ | ----- | ------ |
| Atletica leggera | 0      | 1     | 1      |
| Nuoto            | 1      | 0     | 1      |
| Totale           | 1      | 1     | 2      |

## Risultati

### Atletica leggera
| Q | Qualificato al turno successivo per la posizione in qualificazione                                                           |
| q | Qualificato per il turno successivo per ripescaggio o, negli eventi su campo, conquistando la misura minima per qualificarsi |

#### Femminili
| Atleta             | Evento      | Qualificazioni | Qualificazioni | Batteria        | Batteria        | Semifinale      | Semifinale      | Finale          | Finale          |
| Atleta             | Evento      | Risultato      | Posizione      | Risultato       | Posizione       | Risultato       | Posizione       | Risultato       | Posizione       |
| ------------------ | ----------- | -------------- | -------------- | --------------- | --------------- | --------------- | --------------- | --------------- | --------------- |
| Salam Bouha Ahamdy | 100 m piani | 13"71          | 33ª            | non qualificata | non qualificata | non qualificata | non qualificata | non qualificata | non qualificata |

### Nuoto

#### Maschile
| Atleta     | Evento            | Batterie | Batterie  | Semifinali      | Semifinali      | Finale          | Finale          |
| Atleta     | Evento            | Tempo    | Posizione | Tempo           | Posizione       | Tempo           | Posizione       |
| ---------- | ----------------- | -------- | --------- | --------------- | --------------- | --------------- | --------------- |
| Camil Doua | 50 m stile libero | 26"02    | 55º       | non qualificato | non qualificato | non qualificato | non qualificato |